# Michael Michai Kitbunchu
Michael Michai Kitbunchu (em tailandês:  ไมเกิ้ล มีชัย กิจบุญชู) (Samphran, 25 de janeiro de 1929) é um cardeal tailandês e arcebispo-emérito de Bangkok.

## Início da vida e ministério
Kitbunchu nasceu em Sam Phran, um distrito da província de Nakhon Pathom, em uma família de ascendência chinesa e estudou no seminário menor de Si Racha. Ele então continuou seus estudos na Pontifícia Universidade Urbaniana em Roma, onde obteve uma licenciatura em filosofia e teologia. Enquanto estava em Roma, foi ordenado sacerdote pelo Cardeal Grégoire-Pierre XV Agagianian em 20 de dezembro de 1959.
Ele retornou à Tailândia e serviu como pastor assistente e depois pastor em Bang Kham, e mais tarde se tornou pastor da Paróquia do Calvário em Bangkok. Ele também foi consultor arquidiocesano e serviu como reitor do seminário metropolitano de Bangkok de 1965 a 1972.

### Carreira episcopal
Em 18 de dezembro de 1972, o Papa Paulo VI nomeou Kitbunchu o segundo Arcebispo de Bangkok. Ele recebeu sua consagração episcopal em 3 de junho de 1973 do Arcebispo Joseph Khiamsun Nittayo, com os Bispos Lawrence Thienchai Samanchit e Michel-Auguste–Marie Langer, MEP, servindo como co-consagradores. Ele serviu como Presidente da Conferência Episcopal Tailandesa de 1979 a 1982, e novamente de 2000 a 2006.
O Papa João Paulo II criou-o Cardeal-padre de S. Lorenzo in Panisperna no consistório de 2 de fevereiro de 1983; ele foi o primeiro cardeal da Tailândia. [carece de fontes?] Kitbunchu foi um dos cardeais eleitores que participaram do conclave papal de 2005 que selecionou o Papa Bento XVI. Ele negou missas fúnebres a traficantes de drogas, dizendo que essas pessoas "destroem a sociedade" e se envolvem em "atos de assassinato indireto". Certa vez, ele expressou sua oposição ao aborto dizendo: "O aborto é um grande crime, porque aquele que deveria proteger a criança em seu ventre se torna aquele que destrói a criança".
Durante a crise política de 2006 na Tailândia, Kitbunchu apelou à unidade, dizendo: "Todos os tailandeses são patriotas e querem que o país progrida e se desenvolva em todos os campos, mas agora a crise política perturbou e preocupou o povo". Ele também pediu aos tailandeses que "corrigissem o que está errado e perdoassem uns aos outros".
Kitbunchu renunciou ao cargo de Arcebispo de Bangkok em 14 de maio de 2009. Na época de sua aposentadoria, ele era o chefe ativo mais antigo de uma arquidiocese na Igreja Latina. Além de sua língua nativa, o tailandês central (oficial e nacional) e seu dialeto chinês étnico de teochew, ele também pode falar outras línguas, como latim, inglês, italiano, francês e mandarim padrão.
Desde a morte de Roger Etchegaray em 2019, Kitbunchu e Alexandre do Nascimento empataram como os membros mais antigos do Colégio dos Cardeais, ambos tendo sido nomeados em 1983. Após a morte de do Nascimento em 28 de setembro de 2024, Kitbunchu se tornou o único membro mais antigo do Colégio.